# The Nun II
The Nun II ist ein US-amerikanischer Horrorfilm von Regisseur Michael Chaves, der am 8. September in die US-amerikanischen und am 21. September 2023 in die deutschen Kinos kam. Es handelt sich um eine Fortsetzung zum Film The Nun aus dem Jahr 2018, in der Bonnie Aarons erneut die Dämonen-Nonne Valak verkörpert. In weiteren Hauptrollen sind Taissa Farmiga, Jonas Bloquet und Storm Reid zu sehen.

## Handlung
Vier Jahre nach den Vorkommnissen im rumänischen Kloster St. Carta geht Irene in Italien wieder ihrer Tätigkeit als Nonne nach und freundet sich dabei mit der jungen Ordensschwester Debra an. Irene wird eines Tages von Kardinal Conroy aus dem Vatikan aufgesucht und mit der Untersuchung einer Mordserie durch ganz Europa beauftragt, dessen Ursprung sich im rumänischen Kloster St. Carta verorten lässt. Bei den Todesfällen nahmen sich insbesondere Priester und Nonnen auf grausamste Weise das Leben, weshalb Irene und Debra ihre Nachforschungen im französischen Ort Tarascon beginnen.

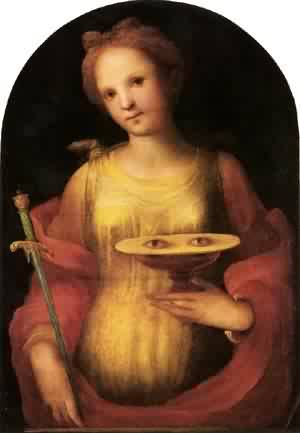
Die Heilige Lucia des italienischen Malers Domenico Beccafumi

Durch die Befragung von Zeugen und Visionen von Irene ist den beiden Ordensschwestern schnell klar, dass der Ursprung des Bösen der Dämon Valak sein muss. Schon bald stellt sich aber auch heraus, dass ebenso der befreundete Fremdenführer Frenchie aus Rumänien an allen Tatorten gearbeitet hat. Irene kombiniert so, dass Frenchie von Valak besessen wurde und vom Dämon nun als menschlicher Wirt genutzt wird, bis er wieder zu voller Stärke gelangt. Um hinter die Absichten von Valak zu kommen, gehen Irene und Debra der Spur eines unbekannten Symbols nach. In den Archiven des Papstpalastes finden beide heraus, dass es der Dämon auf die Augen der heiligen Lucia abgesehen hat, mit denen er wieder zu einem Engel werden kann. Der vermutete Aufbewahrungsort der Reliquie ist ein ehemaliges Weingut.
Ebendieses Weingut ist mittlerweile ein Mädcheninternat, in dem Frenchie als Hausmeister angestellt ist. Der Weltenbummler selbst weiß nichts von seiner Besessenheit, sieht sich aber immer wieder mit Todesfällen in seinem näheren Umfeld konfrontiert. Während er sich so mit der Lehrerin Kate und ihrer kleinen Tochter Sophie anfreundet, kommt unter anderem die Internatsleiterin Madame Laurent ums Leben. Frenchie erkennt schließlich, dass er selbst der Ursprung des Bösen ist, und wird von Valak dauerhaft besessen. Die eintreffenden Irene und Debra können gleichzeitig mit der Hilfe von Sophie die Augen der heiligen Lucia in den Mauern des Internats ausfindig machen.
Es kommt zum Kampf zwischen dem besessenen Frenchie und den Ordensschwestern. Valak kann in den Besitz der Augen der heiligen Lucia kommen und so an Macht dazugewinnen. Als der Dämon Irene verbrennen möchte, stellt sich heraus, dass die Ordensschwester selbst eine Nachfahrin der heiligen Lucia und deshalb immun gegen die Angriffe des Dämons ist. Mit einem gemeinsamen Gebet schaffen es Irene und Debra schließlich, den austretenden Wein in das Blut Christi zu verwandeln und Valak so zurück in die Hölle zu verbannen. Frenchie überlebt den gesamten Prozess und verlässt das Internat am nächsten Tag mit Kate und Sophie.
In einer Mid-Credit-Szene werden Ed und Lorraine Warren von Pater Gordon telefonisch um die Hilfe bei einem neuen Fall gebeten.

## Produktion

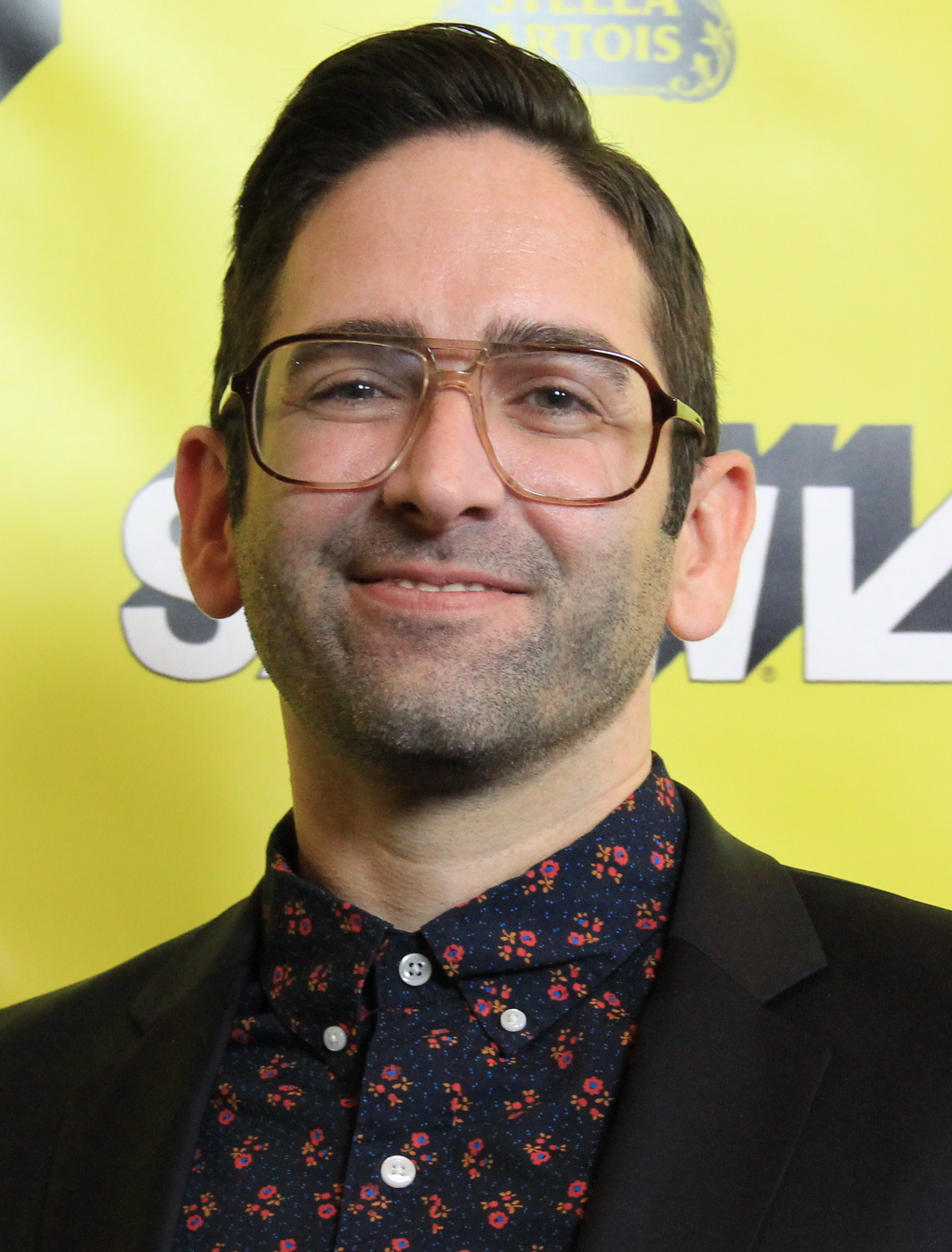
Regisseur Michael Chaves

Bereits vor der Veröffentlichung von The Nun äußerte sich Produzent James Wan im August 2017, dass er Ideen für eine Fortsetzung habe und diese den erzählerischen Bogen zu Lorraine Warren in Conjuring 2 spannen könnte. Trotz schlechter Kritiken wurde The Nun im Folgejahr zu einem finanziellen Erfolg für New Line Cinema, woraufhin Produzent Peter Safran im April 2019 die Produktion einer Fortsetzung bestätigte. Nur wenige Tage später wurde Akela Cooper als Drehbuchautorin verpflichtet; ihr Skript wurde später von Ian Goldberg und Richard Naing überarbeitet.
In den Folgejahren wurde die Arbeit am Filmprojekt maßgeblich durch die COVID-19-Pandemie behindert, sodass die Fortsetzung The Nun II erst auf der CinemaCon im April 2022 von Warner Bros. offiziell angekündigt wurde. Als Regisseur wurde Michael Chaves verpflichtet, der zuvor bereits die Filme Lloronas Fluch (2019) und Conjuring 3: Im Bann des Teufels (2021) im Conjuring-Universum inszenierte. Gary Dauberman und Michael Clear waren als Executive Producer tätig.
Im April 2022 wurde die Rückkehr von Bonnie Aarons als Dämonen-Nonne Valak verkündet. Ebenso verkörperten Taissa Farmiga und Jonas Bloquet erneut die in The Nun eingeführten Figuren Schwester Irene und Frenchie. Als Neuzugänge schlossen sich Storm Reid, Anna Popplewell und Katelyn Rose Downey der Besetzung an. Für Auftritte von Patrick Wilson und Vera Farmiga als Ed und Lorraine Warren in der Post-Credit-Szene wurde nicht genutztes Filmmaterial aus Conjuring 3: Im Bann des Teufels verwendet.
Erste Aufnahmen entstanden bereits Ende April 2022. Der offizielle Drehstart mit Kameramann Tristan Nyby erfolgte am 6. Oktober 2022 in Frankreich. Ende des Jahres wurden die Dreharbeiten abgeschlossen. Für Regisseur Michael Chaves dienten Filme wie Bram Stoker’s Dracula und Die Teuflischen als Inspirationsquelle. Darüber hinaus nahm er französische Straßenfotografien von René Maltête aus den 1940er und 1950er Jahren als visuelles Vorbild für ebendiese Zeit. Nach ersten Testvorführungen erfolgten Nachdrehs, durch die der Gewalt- und Gore-Anteil im Film erhöht wurde.
Für die Filmmusik zeichnete der US-amerikanische Komponist Marco Beltrami verantwortlich. Das aus 20 Musikstücken bestehende Soundtrack-Album wurde am 1. September 2023 digital über WaterTower Music veröffentlicht.
Erstes Bildmaterial wurde im April 2023 exklusiv auf der CinemaCon veröffentlicht, ehe ein Trailer am 6. Juli 2023 folgte. The Nun II kam am 8. September 2023 in die US-amerikanischen Kinos. Ein Kinostart in Deutschland war ursprünglich für den vorherigen Tag vorgesehen, ehe der Starttermin auf den 21. September 2023 verschoben wurde. Der digitale Heimkinostart erfolgte in den Vereinigten Staaten am 3. Oktober 2023, ehe The Nun II seit dem 14. November 2023 auch auf DVD und Blu-ray erhältlich ist.

## Synchronisation
Die deutschsprachige Synchronisation entstand nach einem Dialogbuch und unter der Dialogregie von Tobias Meister bei RC Production.
| Rolle                        | Darsteller            | Synchronsprecher  |
| ---------------------------- | --------------------- | ----------------- |
| Schwester Irene              | Taissa Farmiga        | Luisa Wietzorek   |
| Maurice „Frenchie“ Theriault | Jonas Bloquet         | Jannik Endemann   |
| Schwester Debra              | Storm Reid            | Derya Flechtner   |
| Sophie                       | Katelyn Rose Downey   | Saskia Glück      |
| Kate                         | Anna Popplewell       | Marieke Oeffinger |
| Madame Laurent               | Suzanne Bertish       | Liane Rudolph     |
| Simone                       | Léontine d’Oncieu     | Emily Gilbert     |
| Celeste                      | Anouk Darwin Homewood | Emily Hinze       |
| Pater Ridley                 | Peter Hudson          | Reinhard Kuhnert  |
| Pater Noiret                 | Pascal Aubert         | Peter Reinhardt   |
| Schwester Amara              | Tamar Baruch          | Anna Dramski      |
| Kardinal Conroy              | David Horovitch       | Lutz Riedel       |
| Deacon Scott                 | Paul Spera            | Norman Matt       |
| Ed Warren                    | Patrick Wilson        | Alexander Doering |

## Rezeption

### Altersfreigabe
In den Vereinigten Staaten erhielt The Nun II von der MPA aufgrund von gewalttätigen Inhalten und etwas Schrecken ein R-Rating. In Deutschland vergab die FSK eine Freigabe ab 16 Jahren. In der Freigabebegründung heißt es, der Film arbeite mit einer leicht verständlichen Gut-Böse-Zeichnung und stelle zwei starke Frauenfiguren in den Mittelpunkt, die Zuschauende ab 16 Jahren sicher durch die Geschichte führen würden. Dabei komme es immer wieder zu genretypischen Grusel- und Schockmomenten, die von Jugendlichen überforderungsfrei verkraftet werden könnten. Auch einzelne, teils blutige Gewaltszenen würden nicht reißerisch bebildert oder übermäßig ausgespielt werden.

### Kritiken
Erste Kritikerstimmen fielen überwiegend wohlwollend aus und bezeichneten The Nun II als deutliche Verbesserung im Vergleich zum Vorgängerfilm. Die Horrorfortsetzung punkte dabei mit einer hohen Intensität, gelungenen Schockmomenten und einem guten dritten Akt. Daneben erweise sich neben den drei soliden Hauptdarstellern Bonnie Aarons, Taissa Farmiga und Jonas Bloquet insbesondere Storm Reid als willkommene Ergänzung zur Besetzung. Kritisiert wurden hingegen die parallelen Handlungsstränge, durch die der Film zum Ende hin kurz den Fokus verliere.

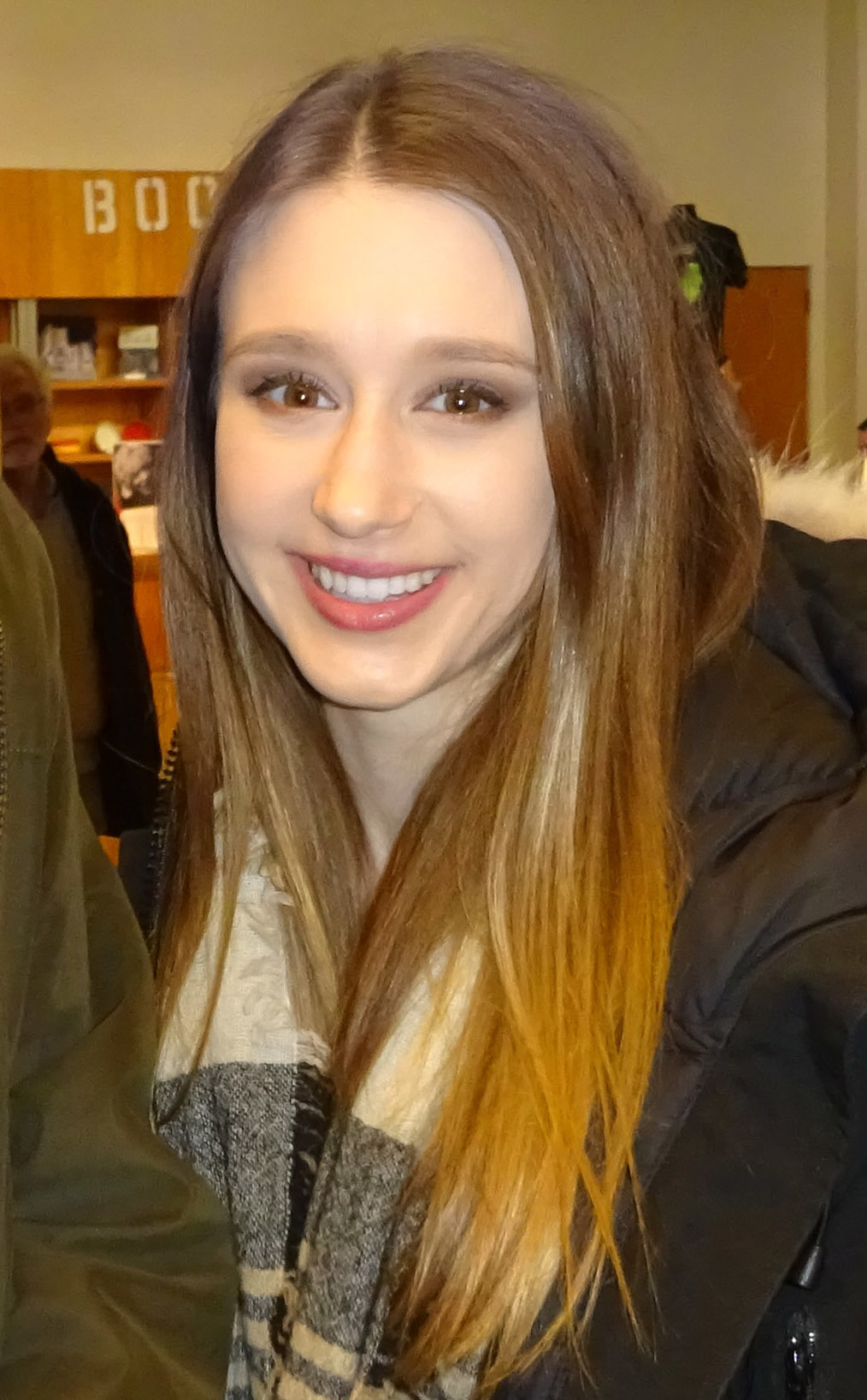
Die schauspielerische Leistung von Taissa Farmiga wurde mehrheitlich gelobt.

The Nun II konnte 52 % der 139 bei Rotten Tomatoes gelisteten Kritiker überzeugen und erhielt dabei eine durchschnittliche Bewertung von 5,2 von 10 Punkten. Als Fazit zieht die Seite, der zweite Teil sei zwar keine besonders originelle Horror-Fortsetzung, aber gruseliger als der Vorgängerfilm und eine unterhaltsame Ergänzung zum Conjuring-Universum. Bei Metacritic erhielt The Nun II basierend auf 24 Kritiken einen Metascore von 47 von 100 möglichen Punkten.
Zu einem größtenteils positiven Urteil gelangt Frank Scheck vom Hollywood Reporter, für den The Nun II eine „brauchbare Fortsetzung“ sei, die mehr vom funktionierenden Altbekannten liefere. Durch altmodische europäische Drehorte und die Kameraarbeit von Tristan Nyby entstehe dabei eine angemessen bedrohliche Atmosphäre, in der Regisseur Michael Chaves sichtlich Spaß hätte, ein gewalttätiges Chaos zu inszenieren. Scheck lobt darüber hinaus die Besetzung und attestiert der perfekt aufspielenden Hauptdarstellerin Taissa Farmiga, ihrer Figur Irene eine gewisse Verletzlichkeit zu verleihen, während Frenchie-Darsteller Jonas Bloquet eine ruhige, charismatische Darbietung abliefere.
Auch Dennis Harvey von Variety bezeichnet The Nun II als „kurzweilige Fortsetzung“, die zwar eine unausgewogene und nicht wirklich erinnerungswürdige, aber dennoch unterhaltsame Ergänzung zum Conjuring-Universum sei. Wo der Vorgängerfilm noch eine überladene, unzusammenhängende Erzählung gewesen wäre, dafür aber rein optisch punkten konnte, sei der zweite Teil nun erzählerisch besser ausgearbeitet, beeindrucke aber weniger mit dem Visuellen. So seien Schockmomente kaum überraschend und auch die titelgebende Dämonen-Nonne hätte nicht mehr viel Geheimnisvolles zu bieten. Die Darsteller würden hingegen allesamt solide Schauspielleistungen abliefern, auch wenn das Drehbuch keine großen Nuancen in ihren Darbietungen erfordere. The Nun II gipfele schließlich in einem angemessenen Finale mit übertriebenen Gefahren, bei dem auch die musikalische Untermalung von Marco Beltrami überzeugen könne.
Als „überraschend cleverer“ und „sorgfältig ausgearbeiteter“ Film wird The Nun II von Alison Foreman in ihrer Kritik für IndieWire beschrieben. Die Fortsetzung sei vielleicht nicht gruseliger als der Vorgängerfilm und hätte mit teilweise lächerlich schlechten Dialogen weiterhin die Altlasten der Filmreihe zu tragen, biete dem Zuschauer aber deutlich mehr Unterhaltung. Kritisiert wird von Foreman hingegen die bedingungslose Verehrung des Christentums, wodurch die Conjuring-Reihe auch weiterhin im Prinzip nur ein actiongeladenes Filmuniversum über katholische Superhelden bleibe.
Deutlich kritischere Worte findet Claire Shaffer von der New York Times, die insbesondere die generische Erzählformel des Films bemängelt. Im schematischen Fünf-Minuten-Takt kommen es so zu altbekannten Jump-Scares, die kaum einen Mehrwert für Film oder Handlung hätten. Auch Ryan Gilbey vom Guardian zeigt sich von der fehlenden Kreativität der Schockmomente enttäuscht. The Nun II wolle eine Detektivgeschichte sein, liefere aber zu einfache Lösungen, verliere sich in variierenden Routinen und habe so für die Filmreihe nichts Neues zu bieten.

### Einspielergebnis
Am Startwochenende belegte The Nun II mit einem Einspielergebnis von rund 32,6 Millionen US-Dollar die Spitzenposition der US-amerikanischen Kino-Charts. Damit gingen die Einnahmen zum Kinostart im Vergleich zum Vorgängerfilm zwar um rund 40 % zurück, doch ein Großteil des auf 38,5 Millionen US-Dollar geschätzten Produktionsbudgets konnte bereits in den ersten Tagen nach der Veröffentlichung wieder eingespielt werden. Auch in Deutschland belegte die Fortsetzung zum Kinostart mit rund 235.000 Besuchern den ersten Platz der Kino-Charts. Die weltweiten Einnahmen aus Kinovorführungen belaufen sich auf 269,5 Millionen US-Dollar, von denen The Nun II allein 86,3 Millionen im nordamerikanischen Raum erwirtschaften konnte. In Deutschland verzeichnete der Film insgesamt 904.612 Kinobesucher.

### Auszeichnungen
VES Awards 2024
- Nominierung für die Beste Effektsimulation in einem fotorealistischen Spielfilm[40]